# Ахарнес
Ахарнес (грец. Αχαρνές), давньогрецька/кафаревуса Ахарне (грец. Αχαρναί) — місто в Греції, розташоване в північно-східній частині Аттики. На північ від міста розташовані ліси гірського пасма Парніта.

## Історія
В давньогрецьку добу на території сучасного муніципалітету існував дем Ахарне. Комедіограф Арістофан у п'єсі «Ахарняни» насмішкувато стверджує, що його жителі були вуглярами, у той час як Піндар стверджує, що вони були особливо хоробрими. Сьогодні це робітничі околиці Афін, розташовані приблизно за 10 км на північ від столиці.

### Сучасність
В Ахарнесі діє кілька шкіл, ліцей, гімназія, пошта, банки, а також Музей народного мистецтва, розташований в неокласичній.
7 вересня 1999 року під час спустошливого землетрусу Ахарнцеес опинився дуже близько до епіцентру, і місто зазнало значних руйнувань. Анклав у складі Ахарнес — комуна Тракомакедонес.

## Населення
| Рік  | Місто  |
| ---- | ------ |
| 1981 | 41,068 |
| 1991 | 61,352 |
| 2001 | 75,341 |